# 6SN7

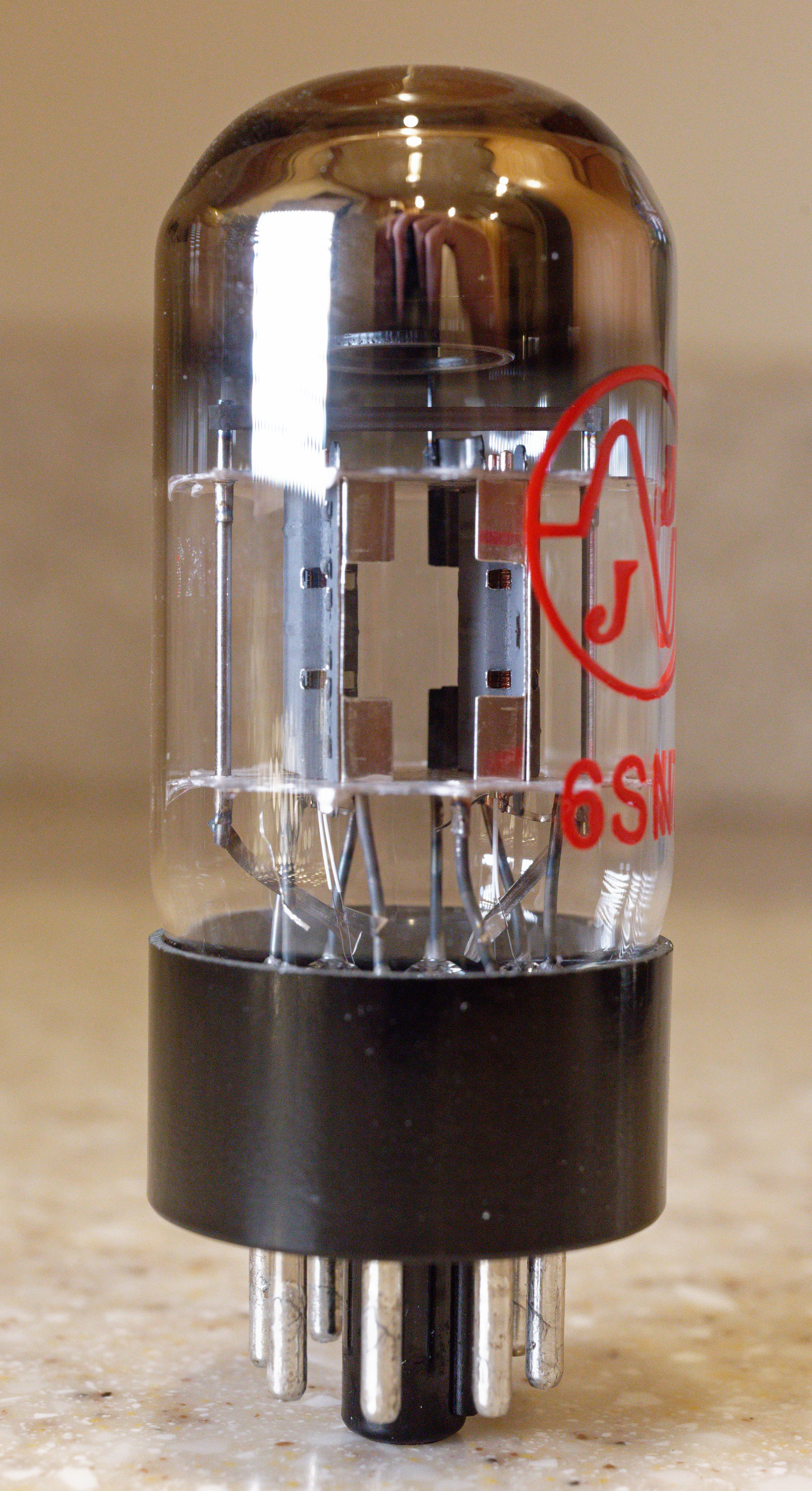
6SN7双三極管内部の電極のようす。6J5三極管相当の電極が左右に1組ずつ見える。

6SN7は、8ピンオクタル・ベースの双三極真空管で、中程度の利得 (20dB) を得られる。6J5三極管が2組封入されたものに相当する。

## 開発史
1939年に最初に発表され、1941年に RCA とシルバニアによってガラス管型の6SN7GTとして正式に登録された。最初は RCAの「1940 RC-14 受信管マニュアル」の 235ページの新着セクションに、6SN7-GTとして記載されていた。6S シリーズの真空管は金属ケース封入型が多いが6SN7は金属管型は製造されず、金属管にある金属シールドと接続するためのピンが6SN7にはない。ただし、第二次世界大戦中に開発された6SN7Aなど、金属バンドを備えたガラス管がいくつか製造され、いくつかの点でわずかに改善されたが、金属バンド型は割れやすかった。

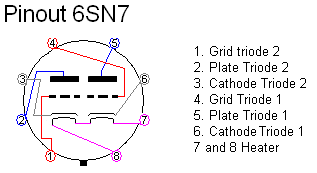
6SN7のベース ピン配置図

6SN7タイプは、以下を含む数多くのバリエーションが長年にわたって提供された。
- 7N7 (シルバニア、1940年、短命のロクタル・ベース型)
- 1633 (RCA、1941年、電源電圧26ボルトのラジオ用)
- 12SX7 (RCA、1946年、電源電圧12ボルトの航空機電子機器での使用を意図)
- 5692 (RCA、1948年、10,000 時間の寿命が保証された超プレミアム バージョン)
- 6Н8С (キリル文字表記、ソビエト版、1950年頃、ラテン文字表記では 6N8S ) これはウラル・コンピュータに、約800本/台使われている[1][2]。
- 6SN7 DDR, 6Н8М, E1606 (= CV278 ), OSW3129バージョンは異なる、より大きなガラスエンベロープを備えている。
- ソ連では6Н8С（キリル文字表記、ラテン文字表記では6N8S）の型番で生産6042 (1951年、1633型もある)
- 6180 (1952年)

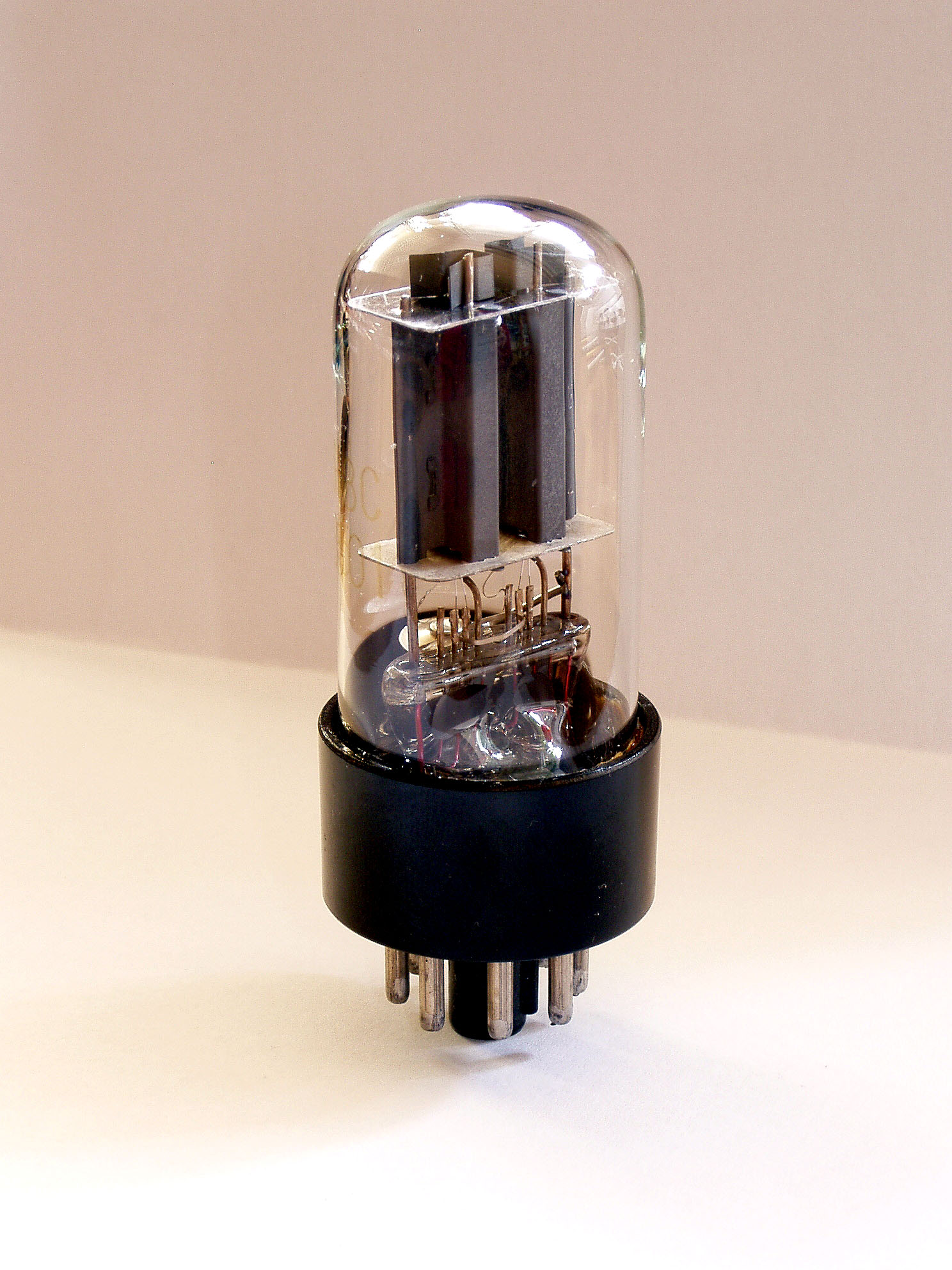
ソ連では6Н8С（キリル文字表記、ラテン文字表記では6N8S）の型番で生産

- 6SN7W (1956年、より頑丈な軍用規格、金属バンド付きガラス封入) [3]

6SN7GAのアメリカ軍指定型はVT-231で、イギリスではCV1988の型番が付けられた。ヨーロッパ指定型には、1942 ECC32 (完全に同等ではない)、 13D2 、および B65 が含まれる。

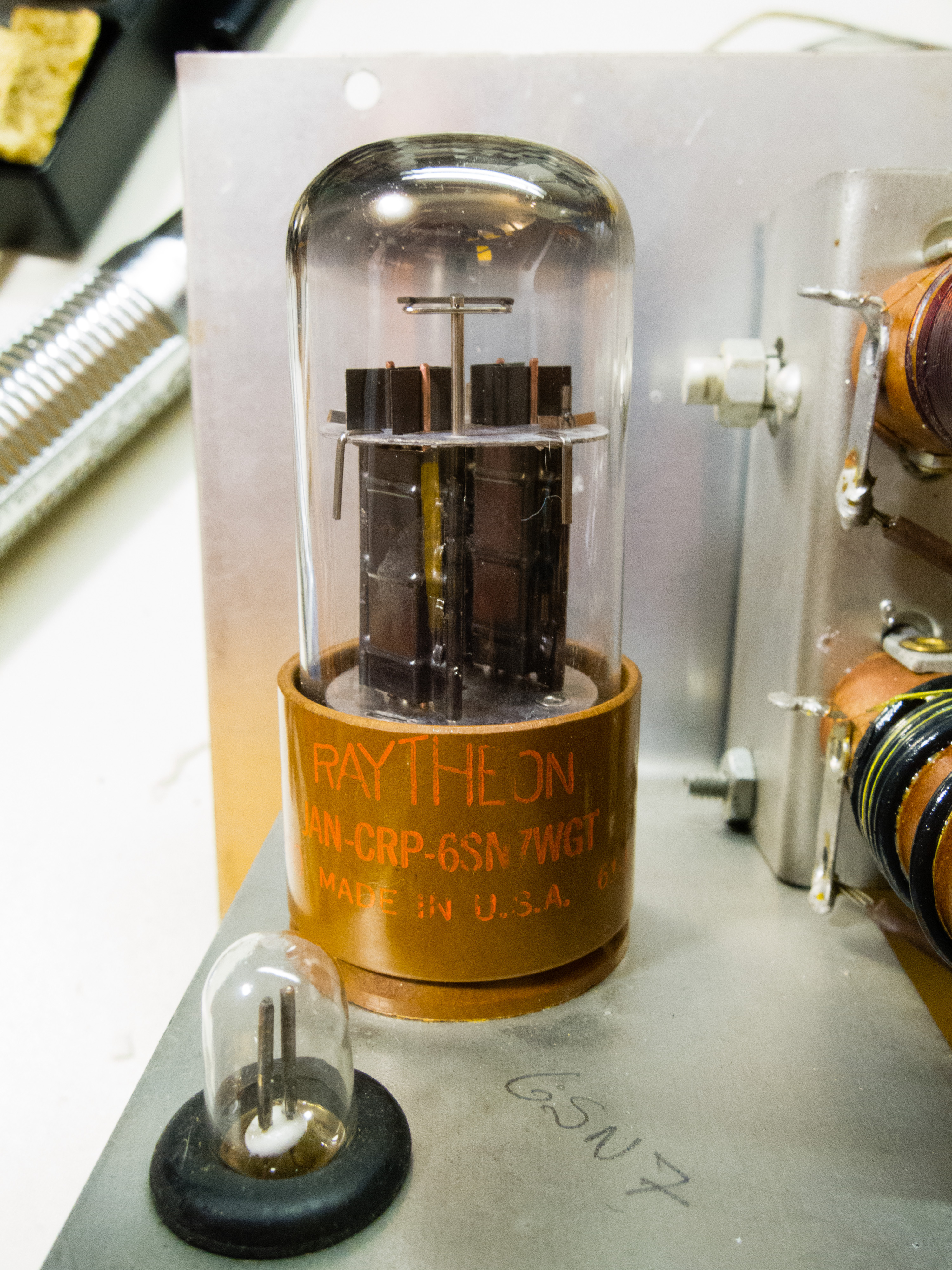
6SN7 双三極真空管（レイセオン社製 ）

6SN7には 6.3V 600 mA のヒーター/フィラメントがあり、12ボルト 300 mA フィラメントのものは12SN7GTまたは12SN7GTAの型番となる。また、14N7は12SN7GTのロクタル・ソケット・バージョンとなる。
450mA 直列接続型TVセット用の比較的珍しい8ボルト 8SN7と 25ボルト/0.15 アンペア・ヒーター・バージョン: 25SN7GTもあった。

## 関連する種類
1937年の6F8Gも 6SN7 (または2つの 6J5) と本質的に同じ特性を持つオクタルベースの双三極管であったが、ピンの配置が異なり、「Coke Bottle」のような大きな (アウトライン ST-12) ガラス管に収められていた。最初の三極管のグリッドにトップ・キャップ接続を使用 (ピン1を金属シールドに接続）する。

## 6J5
1937年6月に最初に登録された6J5および6J5GT (1938年4月に登録された。英国版の型番はL63 ) は、6SN7双三極管の半分と同じ特性を持つオクタル・シングル三極管であった。6J5 に相当するその他の製品は次のとおり。
- VT-94 、 6C2 、 6J5M 、 38565J ;
- 軍用規格品: CV1933 、 10E/11448、CV1934 ;
- ロクタル・ベース品: 7A4 (軍用規格品型番 CV1770 )、および
- 12.6Vヒーター型 12J5 。

これらは1935年の RCA 6C5と 1938年の6P5G の後継品種である。

## 6SN7の後継品種
1954年の6CG7 と6FQ7は 6SN7と電気的に同等で、9ピンのミニチュアノーヴァルベース (RCA、1951年) であり、8CG7と同様に 8.4V 450mAの直列接続型としても製造されている。
一部の情報源の主張とは対照的に、1948年に Philips によって導入されたリムロック・ベースのECC40は、電気的特性があまりにも異なるため、6SN7の後継と見なすことはできない 。
1946年のミニチュア12AU7 / ECC82は、6SN7 および ECC32 と類似しているが同一ではない電気的特性を持ち、6.3V または 12.6V の電源で使用可能なフィラメントを備えており、6CG7/6FQ7 よりも広く使用されている。

## 使用法

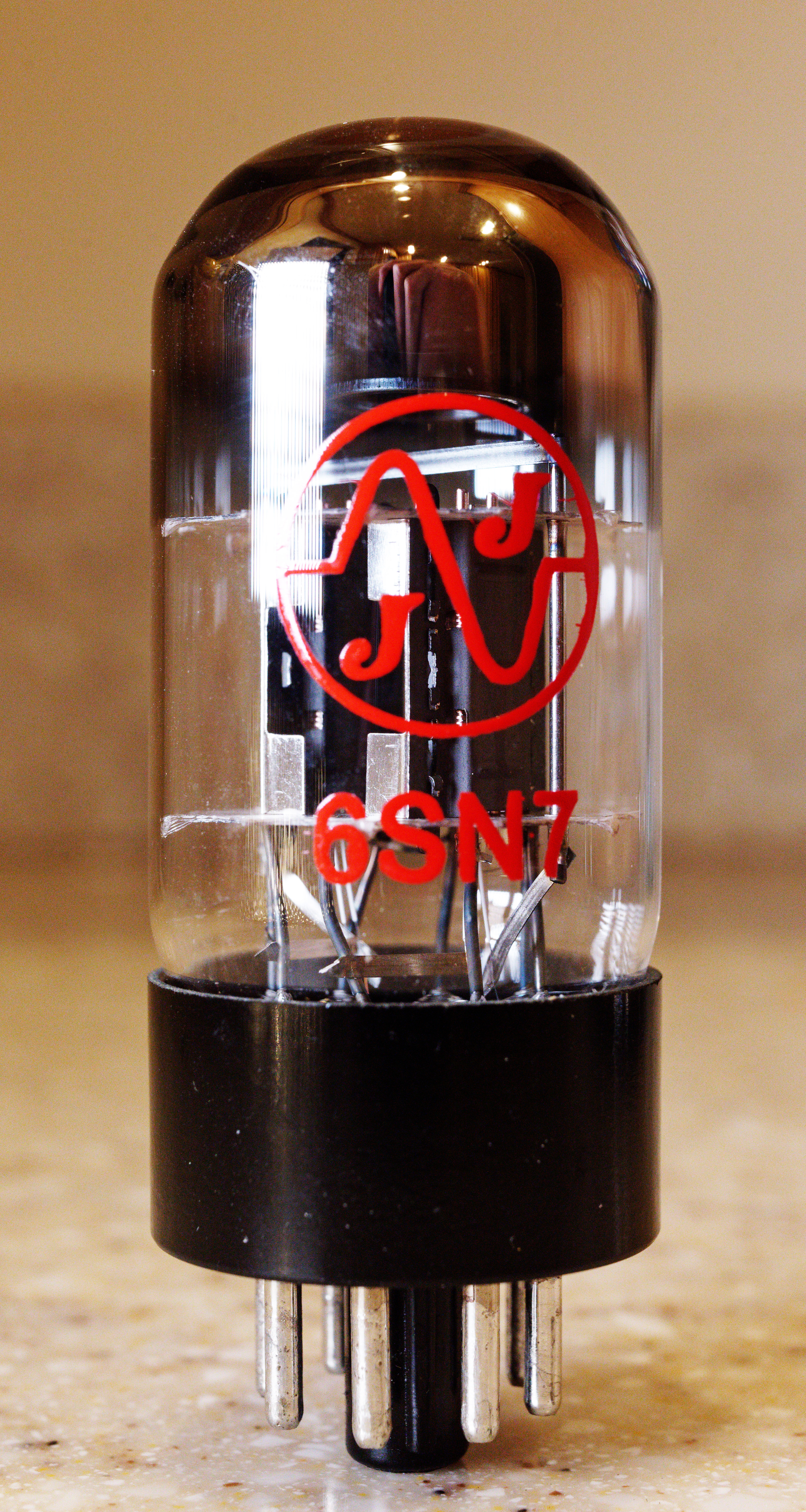
6SN7（JJエレクトロニック製）

6SN7は、1940年から 1955年にかけてオーディオ・アンプの終段出力のドライバーとして使用された。最初の高忠実度（Hi-Fi）設計で有名なウィリアムソン・アンプの設計者は、1949年の改訂版で6SN7（またはB65）を使用することを提案した。これは、オリジナルの回路の英国製シングル三極管L63（=6J5）に似ており、彼の1947年の回路の各チャンネルに4個ずつ使用されていたためである。
6SN7は、最初のプログラム可能な電子デジタル・コンピュータであるENIACの最も重要な部品のひとつであり、数千個が使われていた。SAGEコンピューター システムでは、何百本もの5692がフリップフロップとして使用されていた。
テレビの登場により、6SN7は垂直偏向回路用アンプとして使用されたが、画面サイズが大きくなるにつれて、電圧と電力のヘッドルームが不十分になる。これに対処するために、より高いピーク電圧と定格電力を備えた改良版が開発された。GE 6SN7GTA (GE、1950年) は、アノード消費電力5.0 ワットに改良された。GE 6SN7GTB（1954年）はヒーターの予熱時間も制御されており、ヒーター直列接続型に適していた。
1960年代に時代遅れと見なされ、12AU7に置き換えられ、ほとんど入手できなくなった。半導体の普及により、すべてのタイプの真空管が主要メーカーで製造されなくなった。ギターアンプや非常に高価なハイファイ機器での真空管の需要はわずかなので在庫がなくなると、東ヨーロッパと中国の工場が 6SN7 と高ゲインの6SL7の製造を開始するようになった。2019年現在 、6SN7s と 6SL7s は、まだロシアとJJエレクトロニックによって製造されており、広く入手可能である。

## 参照
- 真空管一覧
- 12AT7
- 12AU7
- 12AX7